# Road House
|  | Per a altres significats, vegeu «Road House (pel·lícula de 1948)». |

Road House és una pel·lícula estatunidenca, dirigida per Rowdy Herrington i estrenada l'any 1989 per United Artists. Ha estat doblada al català. La pel·lícula posa en escena Patrick Swayze en el paper d'un guàrdia de seguretat de bar protegint una petita ciutat de Missouri d'un home de negocis corrupte.

## Argument
Dalton és un bon guàrdia de seguretat d'un club de nit adepte d'arts marcials, llicenciat en filosofia i format pel veterà de l'ofici, Wade Garrett. Ocupa una plaça en el Doble Deuce, discoteca de mala fama de la ciutat de Jasper, a Missouri, amb la finalitat de posar-hi l'ordre. S'acosta ràpidament a Elizabeth Clay, una jove metgessa, i s'oposa a Brad Wesley, que fa regnar la por a la ciutat.

## Repartiment
- Patrick Swayze: Dalton Turner
- Kelly Lynch: Dra. Elizabeth Clay
- Sam Elliott: Wade Garrett
- Ben Gazzara: Brad Wesley
- Kevin Tighe: Frank Tilghman
- Red West: Red Webster
- Sunshine Parker: Emmet
- Marshall R. Teague: Jimmy
- Julie Michaels: Denise
- Terry Funk: Morgan
- Jeff Healey: Cody

## Producció
Les escenes del Doble Deuce han estat filmades a Califòrnia. El bar ha estat construït per la pel·lícula i desmantellat una vegada que el rodatge va acabar.

## Rebuda
La pel·lícula va tenir una rebuda mixta per part dels crítics. Alguns comentaris foren negatius com els publicats per Variety que compara la pel·lícula amb un western amb un acostament romàntic entre Dalton i Clay però també una violència gratuïta ridícula en una pel·lícula moderna.
Encara que la pel·lícula no va ser un gran èxit de taquilla, ho ha estat en blu-ray, i a la televisió. Al fil del temps, ha atret un públic de culte.
En el seu llançament, Road House va rebre crítiques majoritàriament negatives per part de la crítica, mentre que el públic enquestat per CinemaScore va donar a la pel·lícula una nota mitjana de B en una escala d'A+ a F. Roger Ebert, del Chicago Sun-Times, va donar a la pel·lícula dues estrelles i mitja sobre quatre i va comentar: "Road House es troba just al límit entre la 'pel·lícula bona-dolenta' i la simplement dolenta. Dubto a recomanar-la, perquè molt depèn de la visió irònica de l'espectador. Aquesta no és una bona pel·lícula. Però vista amb l'estat d'ànim correcte, tampoc és avorrida". Gene Siskel, del Chicago Tribune, va ser menys elogiós, qualificant-la d'"escandalosa pel que fa a la seva trama i diàlegs de dibuixos animats" i lamentant "la postura sense sentit de Swayze. Una jove estrella s'ha venut per convertir-se en un ídol d'adolescents".